# Callistemon

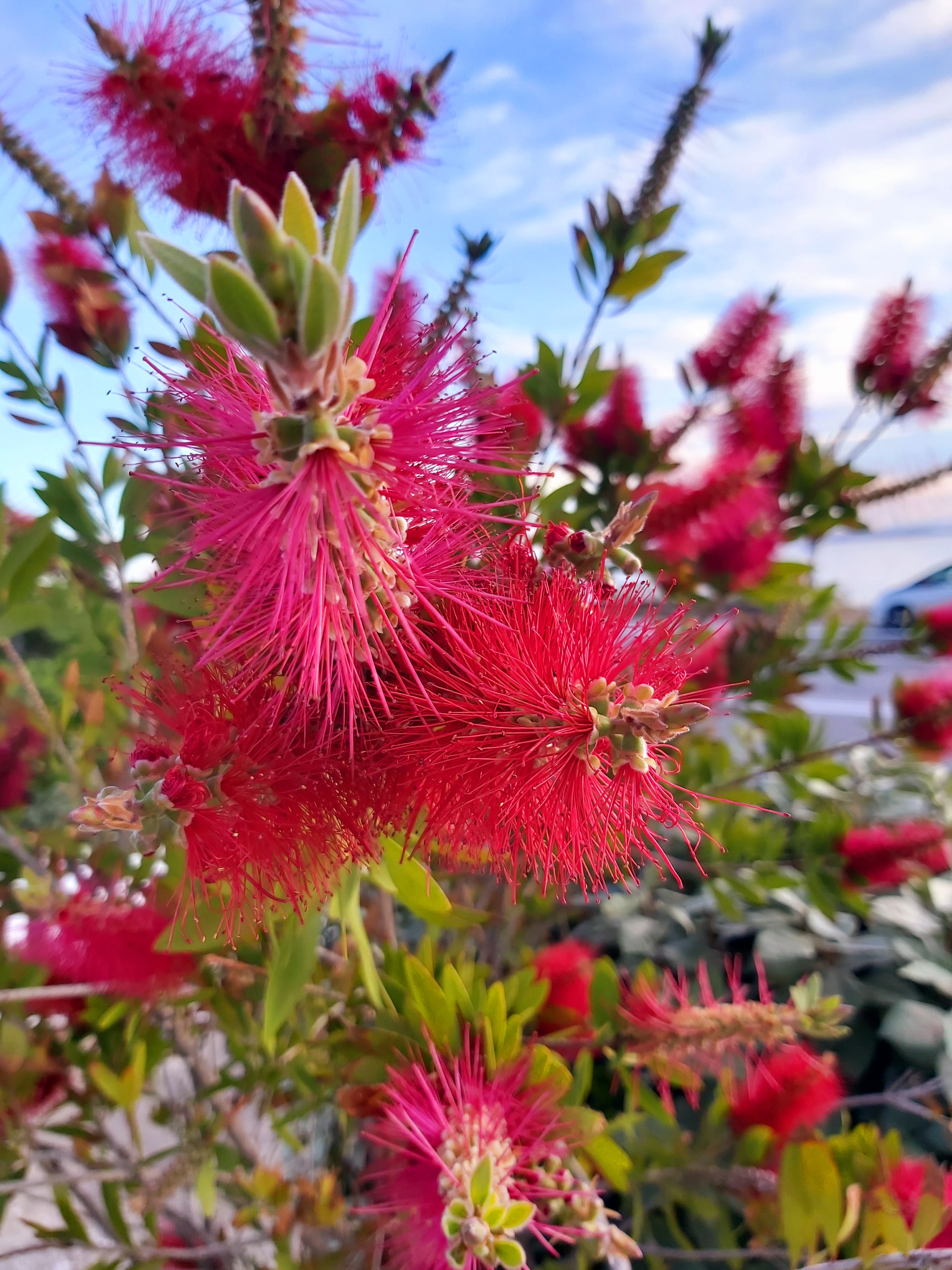

Callistemon é um género botânico pertencente à família Myrtaceae. A maioria das espécies deste género são endémicas da Austrália; 4 espécies podem ser encontradas na Nova Caledónia. Encontram-se preferencialmente nas regiões temperadas, junto à costa.
Têm um crescimento relativamente lento. Algumas espécies poderão atingir alturas de 4 metros.
Estas plantas são por vezes utilizadas como alimento por larvas de borboleta do género Aenetus.

## Espécies
Cerca de 34 species, incluindo:

  Callistemon brachyandrus

  Callistemon citrinus

  Callistemon formosus 

  Callistemon linearifolius 

  Callistemon linearis

  Callistemon pachyphyllus 

  Callistemon pallidus

  Callistemon phoeniceus 

  Callistemon pinifolius

  Callistemon pityoides 

  Callistemon rigidus

  Callistemon rugulosus

  Callistemon salignus

  Callistemon speciosus

  Callistemon subulatus

  Callistemon viminalis

  Callistemon viridiflorus